# SpyMaster
SpyMaster（スパイマスター）とは、愛知・岐阜・三重の地域限定で販売されているファッション＆カルチャー情報誌である。

## 概要
出版は株式会社流行発信。東海版、関西版、九州版の3地域別に発行していたが、現在は東海版のみの発行となっている。地域密着を打ち出すことで、全国誌との差別化を図っている。新規開店・移転・改装などから、商品入荷・セールに至るまで、ブランドやショップの最新情報が充実。また、ショップと連携したタイアップ企画もある。他に、エリア別のストリートスナップなどの読者参加企画、音楽などファッション以外のサブカルチャー情報も豊富。取り扱う服の系統は基本的にオールジャンルで、それゆえ一つの服の系統が好きな人間には向かないがファッション入門には最適な雑誌である。